# Zawady Dworskie (powiat ciechanowski)
Zawady Dworskie – wieś w Polsce położona w województwie mazowieckim, w powiecie ciechanowskim, w gminie Gołymin-Ośrodek.
W latach 1975–1998 miejscowość należała administracyjnie do województwa ciechanowskiego.